# Johann Gottfried Schicht

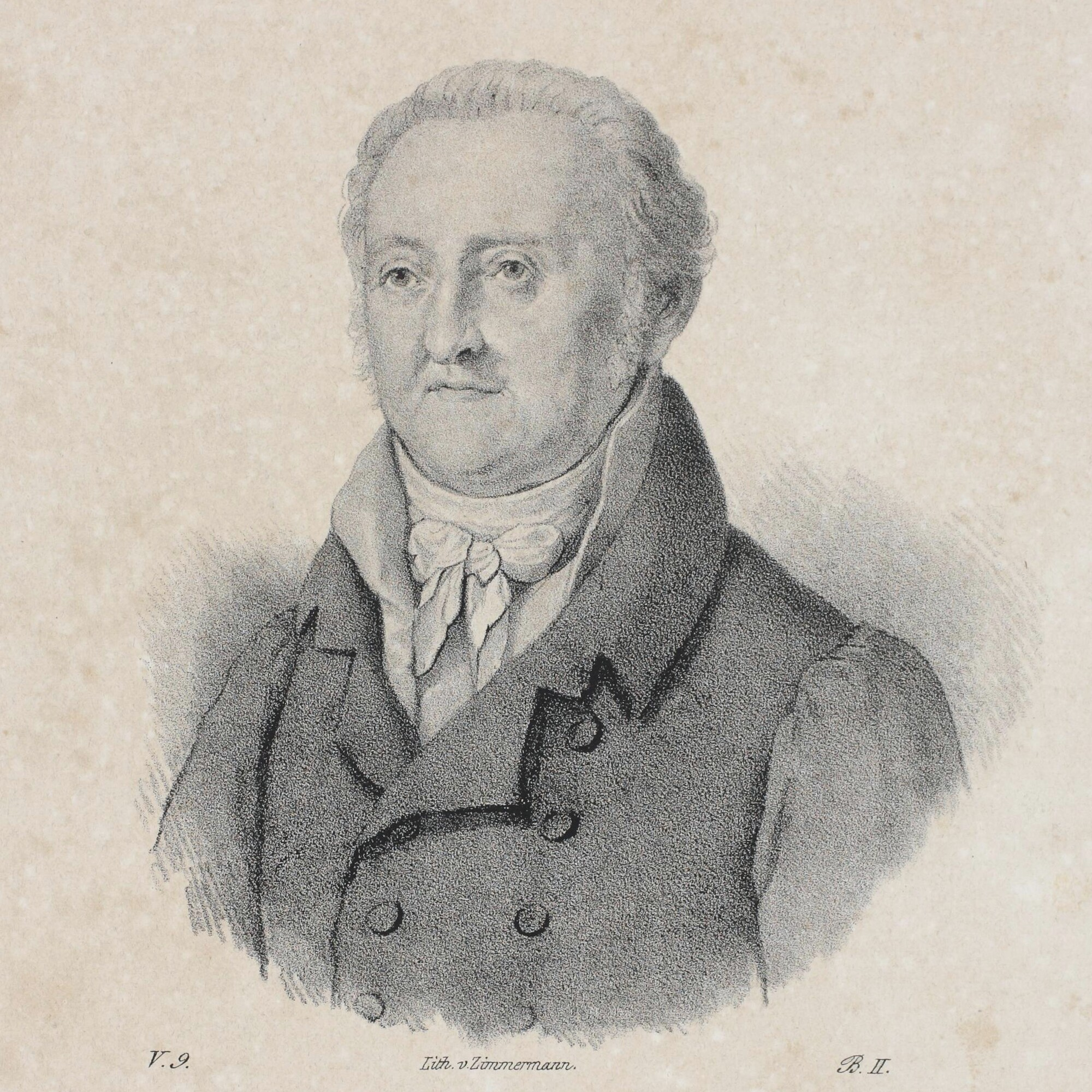
Johann Gottfried Schicht

Johann Gottfried Schicht, född 29 september 1753 i Reichenau, kurfurstendömet Sachsen, död 16 februari 1823 i Leipzig, var en tysk organist, pianist, dirigent och tonsättare.
Schicht studerade juridik i Leipzig fram till 1776. Han medverkade som assistent och violinist vid de av Johann Adam Hiller anordnade konserterna och senare också i Gewandhausorkestern i Leipzig.
Åren 1785–1810 var han kapellmästare i Gewandhausorkestern och därefter, till sin död, kantor i Thomaskyrkan. Han var dessutom musikdirektör i Neukirche och grundare av Lepziger Singakademie 1802.
En av hans elever var tonsättaren Carl Gottlieb Hering.

## Verk
Johann Gottfried Schichts mest bestående verk är den stora koralbok från 1819 som han gav ut. Dessutom skrev han motetter, kantater, en tonsättning av Psalm 100, psalmer, fyra Te Deum, en pianokonsert, sonater och capriccio.
Schicht invaldes den 11 december 1819 som utländsk ledamot nr. 53 av Kungliga Musikaliska Akademien.